# NGC 3854
NGC 3854 (NGC 3865) je prečkasta spiralna galaktika u zviježđu Peharu. Naknadno je utvrđeno da je NGC 3865 ista galaktika.

## Vanjske poveznice
- (eng.) SEDS: NGC 3854
- (eng.) Revidirani Novi opći katalog
- (eng.) Izvangalaktička baza podataka NASA-e i IPAC-a
- (eng.) Astronomska baza podataka SIMBAD
- (eng.) VizieR